# Disphragis laosoma
Disphragis laosoma är en fjärilsart som beskrevs av William Schaus 1937. Disphragis laosoma ingår i släktet Disphragis och familjen tandspinnare. Inga underarter finns listade i Catalogue of Life.